# Граф Кортаун
Граф Кортаун в графстве Уэксфорд — наследственный титул в системе Пэрства Ирландии.

## История
Титул графа Кортауна был создан в 1762 году для Джеймса Стопфорда, 1-го барона Кортауна (1700—1770). Ранее он представлял графство Уэксфорд и Фетхард в Ирландской палате общин. Джеймс Стопфорд получил титулы барона Кортауна из Кортауна в графстве Уэксфорд (1758) и виконта Стопфорда (1762). Эти титулы являлись пэрством Ирландии. Ему наследовал его старший сын, Джеймс Стопфорд, 2-й граф Кортаун (1731—1810). Политик от партии тори, занимал должность казначея королевского двора в правительстве Уильяма Митта Младшего (1784—1793). В 1796 году для него был создан титул барона Салтерсфорда из Салтерсфорда в графстве Честер (пэрство Великобритании). Этот титул давал ему и его потомкам автоматическое место в Палате лордов.
Его старший сын, Джеймс Джордж Стопфорд, 3-й граф Кортаун (1765—1835), также был консервативным политиком. Он стал преемником своего отца в качестве казначея королевского двора (1793—1806, 1807—1812) и также был капитаном почётной охраны (1812—1827). Его преемником стал его третий сын, Джеймс Томас Стопфорд, 4-й граф Кортаун|Джеймс Томас Стопфорд, 4-й граф Кортаун (1794—1858). Он представлял графство Уэксфорд в Палате общин от партии тори. Его единственный сын от первого брака, Джеймс Джордж Генри Стопфорд, 5-й граф Кортаун (1823—1914), служил заместителем лейтенанта в графстве Уэксфорд. Его преемником стал старший сын, Джеймс Уолтер Стопфорд, 6-й граф Кортаун (1853—1933), который был лордом-лейтенантом графства Уэксфорд (1901—1922). Его старший сын, Джеймс Ричард Стопфорд, 7-й граф Кортаун (1877—1957), был генерал-майором британской армии и служил в качестве заместителя помощника генерал-адъютанта в Военном министерстве (1941—1947).
По состоянию на 2024 год, обладателем титула является его внук, Джеймс Патрик Монтегю Стопфорд, 9-й граф Кортаун (род. 1954), сменивший своего отца в 1975 году. Лорд Кортаун, член консервативной партии, является одним из 90 избираемых наследственных пэров, которые сохранили свои места в Палате лордов после принятия верхней палатой акта о пэрах в 1999 году.

## Известные члены рода
- Достопочтенный Эдвард Стопфорд (1732—1794), второй сын 1-го графа Кортауна, генерал-лейтенант британской армии
- Уильям Генри Стопфорд-Блэр (1788—1868), сын предыдущего, полковник королевской артиллерии
- Достопочтенный сэр Эдвард Стопфорд (1766—1837), второй сын 2-го графа Кортауна, генерал-лейтенант британской армии
- Достопочтенный сэр Роберт Стопфорд (1768—1847), третий сын 2-го графа Кортауна, адмирал британского флота
- Роберт Фэншоу Стопфорд[англ.] (1811—1891), старший сын предыдущего, также носил чин адмирала королевского флота
- Роберт Стопфорд Уилбрахам (1844—1911), сын предыдущего, вице-адмирал королевского флота
- Артур Стопфорд (1845—1902), брат предыдущего, полковник королевской артиллерии
- Джордж Фредерик Стопфорд (1852—1928), брат предыдущего, вице-адмирал королевского флота
- Джеймс Джон Стопфорд (1817—1868), второй сын Роберта Стопфорда и внук 2-го графа Кортауна, вице-адмирал королевского флота
- Достопочтенный Ричард Брюс Стопфорд[англ.] (1774—1844), четвертый сын 2-го графа Кортауна, каноник Виндзора и капеллан королевы Виктории.
- Достопочтенный сэр Монтегю Стопфорд (1798—1864), пятый сын 3-го графа Кортауна, вице-адмирал королевского флота
- Сэр Лайонел Стопфорд[англ.] (1860—1942), младший сын предыдущего, полковник и почетный генерал-майор в Дерби и полка ирландских гвардейцев
- Сэр Монтегю Стопфорд[англ.] (1892—1971), старший сын предыдущего, генерал стрелковой бригады Принца-консорта
- Достопочтенный сэр Фредерик Стопфорд[англ.] (1854—1929), второй сын от второго брака 4-го графа Кортауна, генерал-лейтенант британской армии
- Достопочтенный Уолтер Джордж Стопфорд (1855—1918), третий сын от второго брака 4-го графа Кортауна, контр-адмирал королевского флота
- Достопочтенный Артур Стопфорд (1879—1955), второй сын 6-го графа Кортауна, вице-адмирал королевского флота.

Фамильная резиденция — Кортаун-хаус, в окрестностях Гори, графство Уэксфорд.

## Графы Кортаун (1762)
- 1762—1770: Джеймс Стопфорд, 1-й граф Кортаун (1700 — 12 января 1770), сын Джеймса Стопфорда из Кортауна
- 1770—1810: Джеймс Стопфорд, 2-й граф Кортаун (28 мая 1731 — 30 марта 1810), старший сын предыдущего от второго брака
- 1810—1835: Джеймс Джордж Стопфорд, 3-й граф Кортаун (15 августа 1765 — 15 июня 1835), старший сын предыдущего
- 1835—1858: Джеймс Томас Стопфорд, 4-й граф Кортаун (27 марта 1794 — 20 ноября 1858), третий сын предыдущего
- 1858—1914: Джеймс Джордж Генри Стопфорд, 5-й граф Кортаун (24 августа 1823 — 28 ноября 1914), единственный сын предыдущего от первого брака
- 1914—1933: Джеймс Уолтер Миллес Стопфорд, 6-й граф Кортаун (3 марта 1853 — 18 июля 1933), старший сын предыдущего
- 1933—1957: Джеймс Ричард Невилл Стопфорд, 7-й граф Кортаун (16 сентября 1877 — 25 января 1957), старший сын предыдущего от первого брака
- 1957—1975: Джеймс Монтегю Бургойн Стопфорд, 8-й граф Кортаун (24 ноября 1908 — 23 июля 1975), старший сын предыдущего
- 1975 — настоящее время: Джеймс Патрик Монтегю Бургойн Уинтроп Стопфорд, 9-й граф Кортаун (р. 19 марта 1954), старший сын предыдущего от второго брака
  - Наследник: Джеймс Ричард Ян Монтегю Стопфорд, виконт Стопфорд (род. 30 марта 1988), единственный сын предыдущего.